# پاسکال جانین
پاسکال جانین (انگلیسی: Pascal Janin؛ زادهٔ ۴ آوریل ۱۹۵۶) بازیکن فوتبال اهل فرانسه است.
از باشگاه‌هایی که در آن بازی کرده‌است می‌توان به باشگاه فوتبال استراسبورگ، باشگاه فوتبال موناکو، و باشگاه فوتبال آنژه اشاره کرد.